# 若原泰之
若原 泰之（わかはら やすゆき、1926年2月26日 - 2005年8月8日）は岡山県出身の実業家。 
明治大学出身。朝日生命保険社長の他、生命保険協会会長を二度に渡って務めた。また、経団連1％クラブの会長なども務めた。

## 略歴
- 1926年 - 出生
- 1952年 - 朝日生命保険（相）入社
- 1980年 - 取締役
- 1983年 - 常務取締役
- 1985年 - 専務取締役
- 1986年 - 代表取締役社長
- 1996年 - 代表取締役会長
- 2001年 - 取締役相談役
- 2002年 - 同社取締役相談役退任